# Résolution 400 du Conseil de sécurité des Nations unies
Membres permanents
- Chine
- États-Unis
- France
- Royaume-Uni
- URSS

Membres non permanents
- Bénin
- Guyana
- Italie
- Japon
- Libye
- Pakistan
- Panama
- Roumanie
- Suède
- Tanzanie

Résolution no 399 Résolution no 401
La résolution 400 du Conseil de sécurité des Nations unies fut adoptée le 7 décembre 1976 en séance privée. Après avoir examiné la recommandation de nomination du secrétaire général de l'Organisation des Nations unies, le Conseil a recommandé à l'Assemblée générale que Kurt Waldheim soit nommé secrétaire général pour un deuxième mandat commençant le 1er janvier 1977 et se terminant le 31 décembre 1981.